# Antipapa Vítor IV (1138)
Vítor IV (morto depois de abril de 1139) foi um antipapa por um curto período de tempo, de março a 29 de maio de 1138.

## Biografia
Possivelmente ele nasceu em Ceccano, como Gregorio dei Conti di Ceccano.
O Papa Pascoal II criou-o cardeal-presbítero da SS. XII Apostoli, o mais tardar em 1102. Ele estava com o papa em Bèze em 18 de fevereiro de 1107.

### Polêmica da investidura
Em fevereiro de 1111, o rei Henrique V veio a Roma para exigir sua coroação imperial. Em 12 de fevereiro, a cerimônia ocorreu na Basílica de São Pedro e, durante a recepção na porta, o papa leu um decreto, no qual repudiava a investidura leiga e ordenava que todos os bispos entregassem seus feudos imperiais ao imperador imediata e permanentemente. O rei e os bispos indignados se retiraram para discutir a chocante demanda e, quando a noite se aproximava, o papa recusou a coroação. Após a missa, ele e os cardeais foram levados sob custódia pelas tropas armadas de Henrique e, em 16 de fevereiro, após uma batalha com os romanos no Borgo, Henrique e seus prelados cativos deixaram a cidade. O papa e dezesseis cardeais, incluindo Gregório da SS. XII Apostoli, foram mantidos em cativeiro por sessenta e um dias, enquanto Henrique pressionou o papa a concordar com sua solução para a controvérsia da investidura. Em 18 de abril, em Ponte Mammolo no rio Anio, Gregório foi um dos cardeais que foram obrigados a assinar a promessa papal de cumprir o acordo que Henrique havia redigido.
Em 1111, o Papa Pascoal delegou ao cardeal Gregório a realização de um sínodo em Veroli, para completar os negócios que haviam começado na corte papal, sobre os crimes do arquidiácono Grimaldi.
Após o encontro de Pascoal com o imperador, as críticas a ele ficaram cada vez mais altas, particularmente entre os gregorianos, que viam o "Privilegium" como uma traição a tudo o que vinham fazendo para libertar a Igreja do Estado. Pascoal retirou-se do desprezo e do desdém para Terracina, onde foi confrontado em 5 de julho pelos cardeais, liderados por Giovanni de Tusculum e Leão de Ostia. Pascal prometeu que consertaria seu erro, mas em vez disso recuou mais longe, para a ilha de Ponza.
A pressão aumentou sobre o papa até que ele foi convencido a convocar um sínodo para lidar com o "privilégio". O sínodo se reuniu de 18 a 23 de março de 1112, com a presença de mais de 100 bispos. Os líderes do movimento, que apresentaram as provas documentais ao sínodo de Latrão, foram: o legado papal na Aquitânia, Dom Geraldo de Angoulême; os bispos Leão de Óstia e Galo de São Pol-de-Leão; e os cardeais Roberto de S. Eusébio e Gregório de SS. Diz-se que eles foram responsáveis por elaborar a declaração final, "Privilegium illud". O Concílio condenou enfaticamente o "privilégio" concedido pelo Papa Pascal. Em 1112, Pascoal o depôs de seu título porque ele havia criticado severamente (juntamente com o cardeal Roberto de Santo Eusébio, também posteriormente deposto) a política de Pascoal em relação ao imperador Henrique V.

### Cardinalato restaurado
Em fevereiro de 1119, logo após o anúncio da eleição de Calixto II em Roma, ele e o cardeal Roberto, juntamente com vários outros cismáticos, escreveram ao novo papa, felicitando que sua eleição não foi nem simoniaca nem motivada pelo "tumor da ambição", e implorando seu perdão e absolvição. Gregório e Roberto conheciam o arcebispo Guy de Bourgogne de Vienne, quando ele participou do sínodo romano de março de 1112. Eles também podem ter sabido do sínodo do arcebispo Guy, realizado em outubro de 1112, no qual o concílio chamou o papa Pascoal de simplório (quod rex extorsit a vestra simplicitate) e excomungou Henrique V. Calixto restaurou Gregório ao seu cardinalato, embora sua primeira assinatura de um documento papal seja datada de 6 de abril de 1123; sua assinatura em segundo lugar parece indicar que ele foi restaurado sem perda de antiguidade. Ele continuou a assinar documentos papais até o verão antes da morte do Papa Calixto em 13 de dezembro de 1124.
O cardeal Gregório também subscrevia regularmente documentos para o novo papa, Honório II (cardeal Lamberto, bispo de Óstia). Esteve no Latrão em 1125, 1126, 1127, 1128 e 1129.
Em 11 de abril de 1126, após um ano de concurso de testamentos, o papa Honório II excomungou o abade de Montecassino, Oderisio II (1123-1126), e todos os monges de sua facção. Quando a outra facção tentou realizar uma eleição para seu sucessor, como eles alegaram ser seu direito canônico, a guerra civil eclodiu na comunidade de Montecassino entre os partidários de Oderisio e os partidários do abade Nicola (1126-1127). Na crise, com a intenção de exercer o controle papal sobre um mosteiro que era muito independente, o papa Honório enviou o cardeal Gregório do XII Apostolorum a Montecassino, com ordens para resolver a situação e elegeu o candidato do papa, Senioretto, o reitor do mosteiro de Cápua. Isso apenas incendiou Oderísio para contratar tropas e destruir a Rocca di Bantra, que era mantida por partidários do abade Nicola. A eleição não foi administrada com sucesso pelo cardeal Gregório e, em 1127, Honório nomeou o cardeal Conrado de S. Pudenziana para eleger Senioretto abade e, em seguida, o cardeal Matteo, bispo de Albano. Após a rendição de Oderisio ao papa e a expulsão de Nicolau por esgotar o tesouro da igreja, uma eleição canônica adequada, conseguida pela intrusão papal, finalmente ocorreu em julho de 1127.

### Cisma
Na eleição papal de 14 de fevereiro de 1130, juntou-se à obediência de Anacleto II (1130-1138). Em fevereiro de 1130, Gregório foi um dos vinte e oito cardeais que escreveram a Lotário, rei dos romanos, explicando os eventos em torno da eleição papal de 1130 e culpando o cardeal Aimeric por ter tentado realizar um golpe de Estado. Em 27 de março de 1130, o cardeal Gregório, juntamente com treze outros cardeais, subscreveu uma bula do papa Anacleto confirmando os privilégios e propriedades do mosteiro de S. Paulo fora dos muros em Roma.
Após a morte do Papa Anacleto em 25 de janeiro de 1138, seus cardeais estavam em alguma incerteza sobre como proceder. Eles, portanto, se aconselharam, primeiro com a família dos Pierleoni, seus mais importantes apoiadores entre a aristocracia romana, e depois com o rei Rogério II da Sicília, seu mais importante aliado político na Itália. Robert aconselhou-os a realizar a eleição. Era vantajoso para ele ter outro papa para se opor a Inocêncio e Lotário.  Os cardeais, portanto, reuniram-se para a eleição.
O cardeal Gregório foi escolhido como sucessor de Anacleto em meados de março de 1138, tomando o nome de Vítor IV. No entanto, através das habilidades de negociação de Bernardo de Claraval, durante um período de oito semanas, ele foi induzido a fazer sua submissão ao Papa Inocêncio II em 29 de maio de 1138. Inocêncio também subornou os irmãos Pierleoni para que mudassem de lado. Inocêncio inicialmente o restaurou como cardeal de SS. Apostoli, mas no Segundo Concílio de Latrão, em abril de 1139, todos os antigos adeptos de Anacleto II foram condenados e depostos, apesar das promessas explícitas dadas por Inocêncio. Em seguida, Gregório retirou-se para o priorato de S. Eusébio em Fontanella. A data de sua morte não é registrada. Um sucessor no título de SS. Apostoli, Hildebrando, aparece pela primeira vez em 4 de janeiro de 1157.